# 칠로에섬 교회군

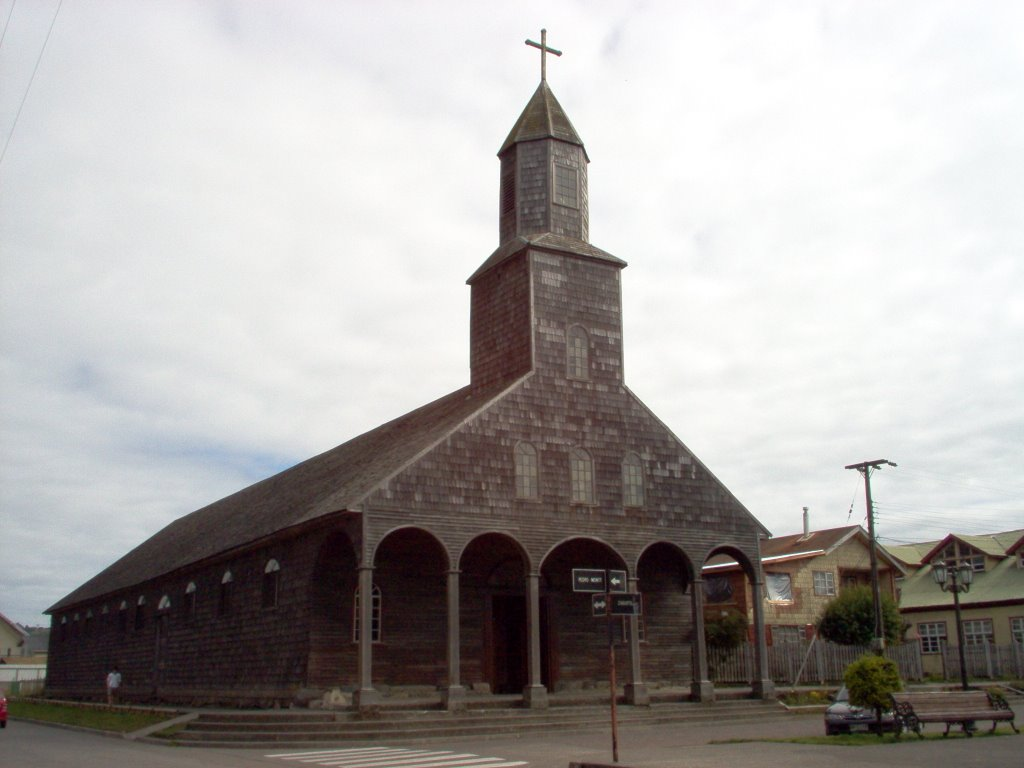
아차오 교회.

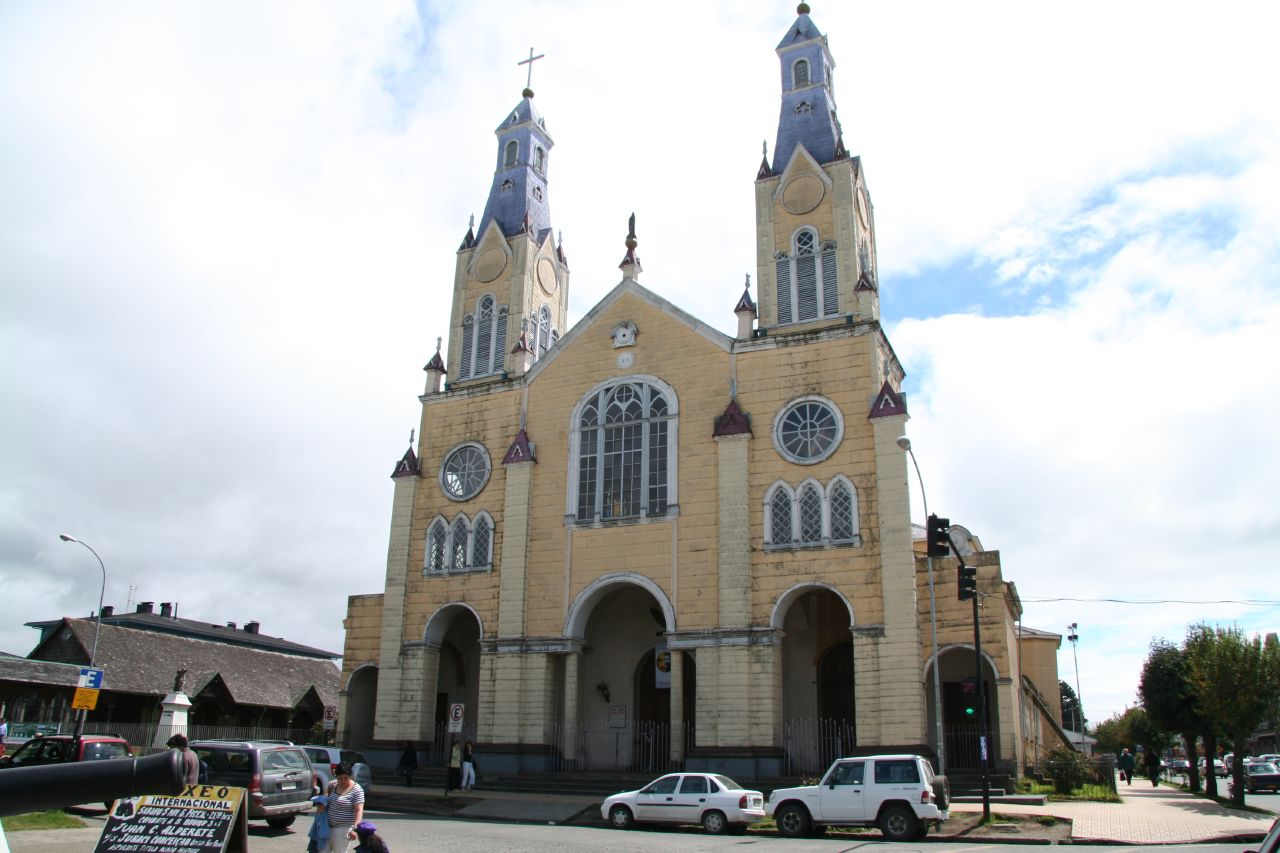
카스트로 교회.

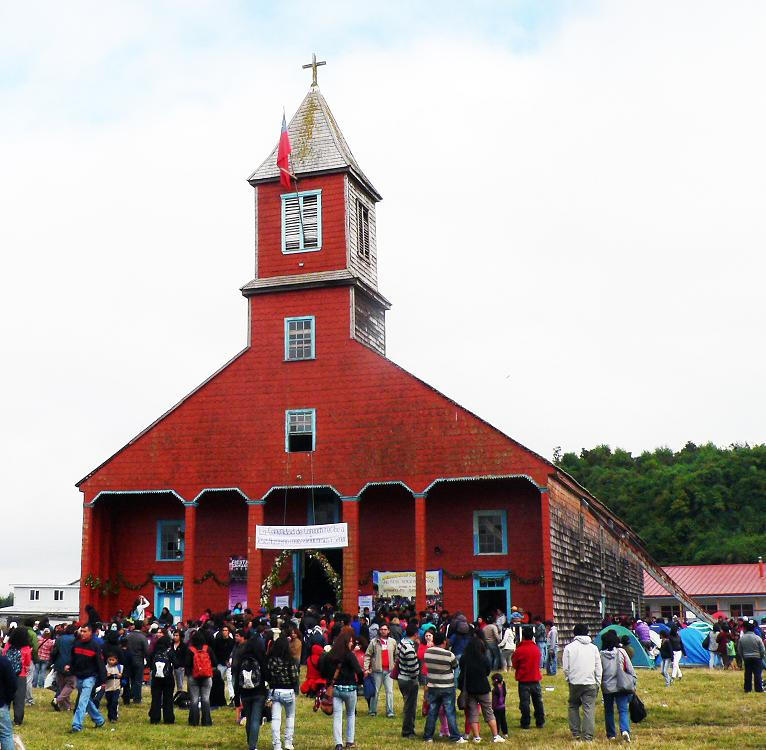
카구아크 교회.

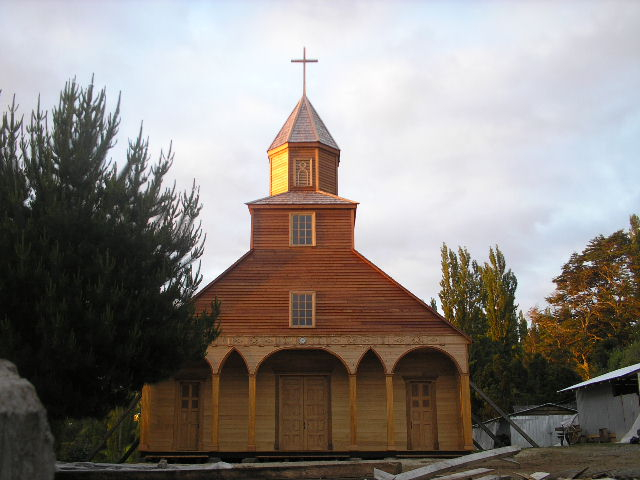
이추악 교회.

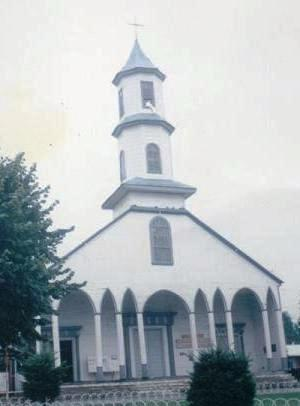
달카후에 교회, 두개의 8각형 몸체를 가진 탑과 아홉개의 아치를 가진 현관.

칠로에섬 교회군(스페인어: Iglesias de Chiloé)는 칠레 칠로에섬에 있는 교회군이다. 전통 건축 양식에 따라서, 17세기부터 20세기에 걸쳐 천연 목재를 재료로 하여 지어진 여러 목조 교회이며, 2000년 11월 30일 유네스코 세계유산으로 공식 지정되었다.
세계유산으로 지정된 칠로에섬의 14개의 교회는 라틴 아메리카에서는 보기 드문 교회 건축술 양식을 보여준다. 가톨릭 예수회의 주도로 건축되었으며, 지역 고유 양식과 유럽 문화 및 건축 기술의 조화를 잘 보여준다. 메스티조 양식의 훌륭한 본보기이다.

## 역사
17세기 경 칠로에섬의 복음 전파를 담당한 사람들은 예수회의 수도사들이었다. 초창기 때 교회 건물들은 초가 지붕의 허름한 건물들이었다.

## 목록
- 아차오 교회
- 퀸차오 교회
- 네르콘 교회
- 촌치 교회
- 이추악 교회
- 릴란 교회
- 빌루풀리 교회
- 달라후에 교회
- 알다칠도 교회
- 테라운 교회
- 산 후앙 교회
- 데티프 교회
- 콜로 교회
- 카스트로 교회
- 카구아크 교회
- 첼린 교회

## 같이 보기
- 칠로에섬